# Оом, Фредерику Аугушту
Фредерику Аугушту Оом (порт. Frederico Augusto Oom; 4 декабря 1830, Лиссабон — 24 июля 1890, Лиссабон) — португальский астроном.
Сын Томаса Оома (1794—1878), принявшего в 1815 году португальское подданство, директора Лиссабонской таможни, происходившего из рода балтийских немцев (он, в частности, приходился четвероюродным братом Фёдору Оому).
В 1849 г. окончил Королевскую морскую школу и был выпущен во флот в звании гардемарина, служил в Бразилии, Макао и африканских колониях, с 1852 г. второй лейтенант. В 1853—1856 гг. продолжил образование в Лиссабонской политехнической школе как инженер-гидрограф под руководством Филипе Фульке. По его рекомендации в 1858 г. был направлен португальским правительством для обучения в Пулковскую обсерваторию, где его наставником стал Отто Струве. В 1860 г. был командирован в Бильбао для наблюдения за солнечным затмением. Вернувшись в Санкт-Петербург, опубликовал ряд научных работ. Женился в России на Александрине Миллер (1834—1916). Был награждён орденом Святого Станислава 2-й степени.
В 1863 г. окончил свою стажировку в России и вернулся в Португалию, по дороге приняв участие в учредительном собрании Астрономического общества в Гейдельберге. Занимался работами по строительству и обустройству Королевской обсерватории, а после её открытия в 1878 году возглавил её и руководил ею до конца жизни.
Член-корреспондент (1872), затем действительный член (1877) Лиссабонской академии наук. 28 февраля 1890 г. был произведён в контр-адмиралы. В том же году покончил с собой выстрелом в голову, страдая невыносимыми болями от опухоли мозга.
Сын — Фредерику Томас Оом (порт. Frederico Thomaz Oom; 1864—1930), также астроном, директор Лиссабонской обсерватории с 1919 года. Брат — Томас Оом-младший (порт. Thomás Oom Junior; 1821—1857), музыкальный журналист, в 1852—1855 гг. ведущий постоянного раздела «Музыкальные эфемериды» в журнале Revista dos Espectáculos; умер от жёлтой лихорадки.